# Schefflera gardneri
Schefflera gardneri är en araliaväxtart som först beskrevs av Berthold Carl Seemann, och fick sitt nu gällande namn av David Gamman Frodin och Pedro Fiaschi. Schefflera gardneri ingår i släktet Schefflera och familjen araliaväxter. Inga underarter finns listade.